# Марія Анна Баварська (1574—1616)
Марія Анна Баварська (нім. Maria Anna von Bayern; 18 грудня 1574, Мюнхен — 8 березня 1616, Грац) — перша дружина ерцгерцога Фердинанда II.

## Біографія
Принцеса Марія Анна була старшою дочкою герцога Баварії Вільгельма V (1548—1626) та його дружини Ренати Лотаринзької (1544—1602). По батькові — внучка баварського герцога Альбрехта V і Анни Австрійської.
23 квітня 1600 року вийшла заміж за кузена ерцгерцога Фердинанда II, старшого сина своєї тітки Марії Анни Баварської і Карла Штирійського. Цей шлюб в черговий раз скріпив зв'язку династій Віттельсбахів та Габсбургів. Незважаючи на політичні мотиви, шлюб був щасливим. Марія Анна не втручалася в політичні справи і померла до того, як її чоловік став королем Угорщини, Чехії та імператором Священної Римської імперії (з 1619).
Похована в мавзолеї Граца. У 1622 імператор Фердинанд II одружився з принцесою Елеанорою (1598—1655).

## Родина
Чоловік — Фердинанд II Габсбург
Діти:
- Христина (1601)
- Карл (1603)
- Йоганн Карл (1605—1619)
- Фердинанд III (1608—1657) — Імператор Священної Римської імперії
- Марія Анна (1610—1665) — дружина курфюрста Баварії Максиміліана I

- Цецилія-Рената (1611—1644) — дружина короля Польщі Владислава IV

- Леопольд Вільгельм (1614—1662) — 46-й великий магістр Тевтонського ордена (1641—1662)